# 강성천 (공무원)
강성천(姜聲千, 1964년 ~ , 광주광역시)은 대한민국의 중소벤처기업부 차관을 맡고 있는 공무원이다.

## 학력
- 대광고등학교 졸업
- 서울대학교 경제학과 졸업
- 서울대학교 행정대학원 정책학 석사
- 인디애나 대학교 블루밍턴 캠퍼스 대학원 경제학 박사

## 경력
- 제32회 행정고시 합격
- 산업자원부 산업기술개발과 과장
- 주OECD 대한민국대표부 파견
- 지식경제부 무역투자실 투자정책관
- 산업통상자원부 산업정책실 산업정책관
- 무역위원회 상임위원
- 산업통상자원부 산업정책실 실장
- 산업통상자원부 통상차관보
- 대통령비서실 산업정책비서관
- 대통령비서실 산업통상비서관
- 중소벤처기업부 차관
- 대통령 직속 4차산업혁명위원회 데이터 특별위원

| 전임 김학도 | 제3대 중소벤처기업부 차관 2020년 3월 22일 ~ 2022년 5월 10일 | 후임 조주현 |

| 전임 박영선 | 중소벤처기업부 장관 권한대행 2021년 1월 20일 ~ 2021년 2월 5일 | 후임 권칠승 |